# حمام طالب
حمام طالب مربوط به دوره قاجار است و در اردکان، تقاطع بلوارآیت الله خامنه‌ای، خیابان آیت‌الله فکور واقع شده و این اثر در تاریخ ۱۱ مرداد ۱۳۸۴ با شمارهٔ ثبت ۱۲۶۵۴ به‌عنوان یکی از آثار ملی ایران به ثبت رسیده است.